# Малый Присынок
Малый Присынок — поселок в Старооскольском городском округе Белгородской области, входящий в состав Дмитриевской сельской территории. Расстояние до Старого Оскола составляет 30 км.

## История
История заселения деревни Малый Присынок относится к первой половине XVII века, в частности, Присынковская сторона располагалась у небольшого леска Присынки при Котельском лесе. Деревня Присынки в летописях встречается с 1623 года.
С 1779 года по 1924 год Малый Присынок входил в состав Воронежской губернии Нижнедевицкого уезда Чужиковской волости.
С июля 1928 года деревня Малый Присынок — в Дмитриевском сельсовете Шаталовского района. В 1932 году в этой деревне было 389 жителей.
В 1930 году была открыта Присынковская начальная школа на территории колхоза «XV съезд Советов».
В 1963 году Шаталовский район Указом Президиума Верховного Совета Российской Федерации от 01.02.1963 года был ликвидирован. Поселок Малый Присынок вошел в состав Старооскольского района.
В январе 1979 года в поселке было 162 жителя, через десять лет осталось 95. В 1997 году в Малом Присынке насчитывалось 41 домовладение и 89 жителей.

## Население
| 2002 | 2010 |
| ---- | ---- |
| 70   | ↘50  |